# Национальная федерация союзов писателей Малайзии
Национальная федерация союзов писателей Малайзии (ГАПЕНА) (малайск.  Gabungan Penulis Nasional - GAPENA) — объединение писательских организаций Малайзии, выполняет функции координирующего органа.

## История создания
Создана 23 октября 1970 г. на съезде представителей 13 писательских организаций Малайзии по инициативе Национального союза писателей Малайзии. В настоящее время объединяет 22 писательские организации во всех штатах Малайзии.

## Цели организации
- Объединить отечественных писателей, пишущих на национальном (малайском) языке;
- Защищать и отстаивать права писателей;
- Оказывать моральную и материальную поддержку писателям;
- Изыскивать возможности для развития молодых талантов;
- Объединять всё население страны через развитие единственного официального языка — малайского;
- Развивать малайский язык, литературу и культуру на национальном и международном уровнях[2].

## Деятельность
Многогранна деятельность организации. С 1973 года раз в два года проводится День литературы, с 1979 года — Национальный день поэзии, с 1981 года — встречи литераторов Нусантары. В 1984 и 1988 гг. состоялись Конгрессы малайского языка и малайской словесности.
Было проведено несколько симпозиумов с писателями других стран: в рамках АСЕАН (1977), с Индонезией в (1986, 2001), с Таиландом (1990), с Южной Африкой (1993), с Китаем (1994). В 2001 году было организовано беспрерывное чтение 1000 стихов .
Регулярными стали конкурсы чтецов, посвящённые Дню независимости. При Федерации функционирует Клуб поэтов и декламаторов. В 1970—1980 гг. она совместно с компанией Esso присуждала литературные премии.
Активные связи поддерживает Федерация с московским научным Обществом Нусантара. В частности, в 1997 г. в Москве совместными усилиями был проведён Международный семинар «Национальное строительство и литературный/культурный процесс в Юго-Восточной Азии»

## Первые председатели
- Исмаил Хуссейн (1970—2012)
- Абдул Латиф Абу Бакар (2012—2016)
- Зайнал Абидин Борхан (2016-)[5].